# Elio de Angelis
Elio de Angelis (* 26. März 1958 in Rom; † 15. Mai 1986 in Marseille) war ein italienischer Automobilrennfahrer. In der Formel 1 startete er für Shadow, Lotus und Brabham. De Angelis bestritt zwischen 1979 und 1986 insgesamt 108 Rennen; er stand neunmal auf dem Podium, holte dreimal die Pole und gewann zwei Grands Prix.

## Karriere

### Kartsport
Mit 14 Jahren begann de Angelis mit dem Kartsport, 1975 belegte er Platz zwei bei der Kart-Weltmeisterschaft hinter dem Belgier François Goldstein. 1976 gewann er die Kart-Europameisterschaft.

### Einstieg in den Monoposto-Bereich (1977–1978)
1977 stieg de Angelis im Alter von 19 Jahren mit einem Chevron-Toyota in die italienische Formel-3-Meisterschaft ein. Bereits das dritte Rennen gewann er, am Saisonende wurde er Meister. Außerdem bestritt er drei Rennen der Formel-2-Europameisterschaft für die Scuderia Everest von Giancarlo Minardi. 1978 begann er zunächst die Formel-2-Europameisterschaft bei der Scuderia Everest, stieg aber nach dem sechsten Rennen aufgrund der technischen Unterlegenheit seines Teams aus. Er kehrte zurück in die Formel 3, wo er das prestigeträchtige Formel-3-Rennen von Monaco gewann.

### Formel 1

#### Shadow (1979)
Nachdem er bereits im September 1978 Testfahrten für das Formel-1-Team Shadow bestritten hatte, bekam de Angelis einen Vertrag bei Shadow für die Saison 1979. Finanziert wurde dieser Platz von seinem Vater, was ihm zunächst den Ruf eines Paydrivers einbrachte. Sein einziges Resultat in den Punkterängen war der vierte Platz beim letzten Saisonrennen, dem Großen Preis der USA Ost in Watkins Glen.

#### Lotus (1980–1985)

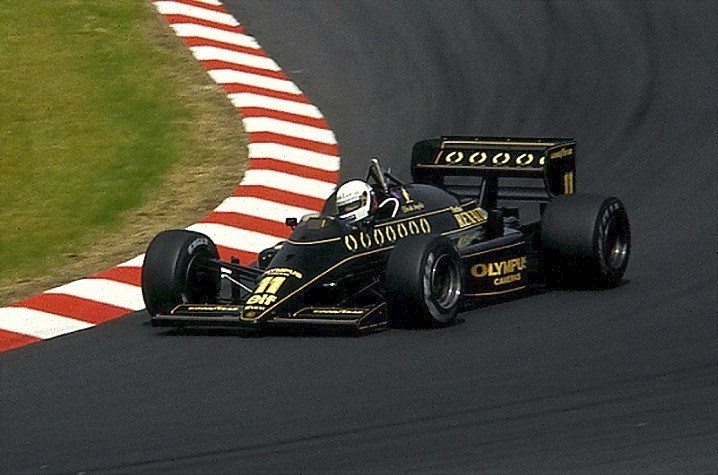
Elio de Angelis 1985 im Lotus 97T auf dem Nürburgring

Dank seiner guten Leistungen mit dem unterlegenen Wagen in der Saison 1979 bot ihm Colin Chapman einen Vertrag beim Team Lotus für die Saison 1980 an. Das beste Resultat in seiner ersten Saison bei Lotus war der zweite Platz beim Großen Preis von Brasilien. De Angelis war zu diesem Zeitpunkt mit 21 Jahren und 307 Tagen der jüngste Fahrer auf einem Formel-1-Podest, ehe Fernando Alonso den Rekord brach. Die Weltmeisterschaft schloss er mit 13 Punkten als Siebter ab. 1981 fuhr de Angelis auf Platz acht in der Fahrerweltmeisterschaft mit 14 Punkten. 1982 gewann er in Österreich mit einem Vorsprung von 0,05 Sekunden auf Keke Rosberg seinen ersten Grand Prix. Mit 23 Punkten wurde er in der Weltmeisterschaft Neunter.
In der darauf folgenden Saison 1983 hatte der Lotus zu viele Defekte, deshalb erzielte er mit einem fünften Platz beim Großen Preis von Italien nur zwei Weltmeisterschaftspunkte. 1984 wurde de Angelis Dritter in der Weltmeisterschaft mit 34 Punkten. Obwohl ihm kein Sieg gelang, war das die beste Formel-1-Saison in seiner Karriere. 1985 gewann de Angelis sein zweites und letztes Rennen, den Großen Preis von San Marino. Mit 33 Punkten wurde er Fünfter in der Weltmeisterschaft.

#### Brabham (1986)
1986 bekam de Angelis einen Vertrag von Bernie Ecclestone bei Brabham. Der sehr flach gebaute Brabham BT55 erwies sich als ein problematisches Auto. Der Große Preis von Monaco war de Angelis’ letztes Formel-1-Rennen.

## Tödlicher Unfall
Elio de Angelis verunglückte am 15. Mai 1986 bei Testfahrten für das Brabham-Team in Le Castellet. Als Unfallursache wird ein Bruch des Heckflügels bei einer Geschwindigkeit von rund 300 km/h in der S-Kurve „La Verrière“ vermutet. Eine offizielle Bestätigung der Ursache gab es jedoch nie. Nach mehreren Überschlägen und einem Kontakt mit der Leitplanke blieb das Auto kopfüber liegen. Als Alan Jones an der Unfallstelle anhielt, brannte der Wagen bereits. Die schlecht ausgerüsteten Marshalls waren nicht in der Lage, das Feuer schnell zu löschen. So dauerte es mehrere Minuten, bis der Wagen umgedreht werden konnte und die Löschfahrzeuge an der Unfallstelle eintrafen. De Angelis soll nicht schwer verletzt gewesen sein, lediglich ein Schlüsselbeinbruch wurde festgestellt. Da bei den Testfahrten kein Rettungshubschrauber an der Strecke zur Verfügung stand, verging viel Zeit, bis de Angelis ins Krankenhaus eingeliefert wurde. Er starb dort an Erstickung.

## Statistik

### Statistik in der Formel-1-Weltmeisterschaft

#### Grand-Prix-Siege
| - 1982 Großer Preis von Österreich (Spielberg) | - 1985 Großer Preis von San Marino (Imola) |

#### Einzelergebnisse
| Saison | 1   | 2   | 3   | 4   | 5   | 6   | 7   | 8   | 9   | 10  | 11  | 12  | 13  | 14  | 15  | 16 |
| ------ | --- | --- | --- | --- | --- | --- | --- | --- | --- | --- | --- | --- | --- | --- | --- | -- |
| 1979   |     |     |     |     |     |     |     |     |     |     |     |     |     |     |     |    |
| 7      | 12  | DNF | 7   | DNF | DNF | DNQ | 16  | 12  | 11  | DNF | DNF | DNF | DNF | 4   |     |    |
| 1980   |     |     |     |     |     |     |     |     |     |     |     |     |     |     |     |    |
| DNF    | 2   | DNF | DNF | 10* | 9*  | DNF | DNF | 16* | 6   | DNF | 4   | 10  | 4   |     |     |    |
| 1981   |     |     |     |     |     |     |     |     |     |     |     |     |     |     |     |    |
| DNF    | 4   | 6   |     | 5   | DNF | 5   | 6   | DSQ | 7   | 7   | 5   | 4   | 6   | DNF |     |    |
| 1982   |     |     |     |     |     |     |     |     |     |     |     |     |     |     |     |    |
| 8      | DNF | 5   |     | 4   | 5   | DNF | 4   | DNF | 4   | DNF | DNF | 1   | 6   | DNF | DNF |    |
| 1983   |     |     |     |     |     |     |     |     |     |     |     |     |     |     |     |    |
| DSQ    | DNF | DNF | DNF | DNF | 9   | DNF | DNF | DNF | DNF | DNF | DNF | 5   | DNF | DNF |     |    |
| 1984   |     |     |     |     |     |     |     |     |     |     |     |     |     |     |     |    |
| 3      | 7   | 5   | 3*  | 5   | 5   | 4   | 2   | 3   | 4   | DNF | DNF | 4   | DNF | DNF | 5   |    |
| 1985   |     |     |     |     |     |     |     |     |     |     |     |     |     |     |     |    |
| 3      | 4   | 1   | 3   | 5   | 5   | 5   | NC  | DNF | 5   | 5   | 6   | DNF | 5   | DNF | DSQ |    |
| 1986   |     |     |     |     |     |     |     |     |     |     |     |     |     |     |     |    |
| 8      | DNF | DNF | DNF |     |     |     |     |     |     |     |     |     |     |     |     |    |

| Legende  | Legende            | Legende                                                          |
| Farbe    | Abkürzung          | Bedeutung                                                        |
| -------- | ------------------ | ---------------------------------------------------------------- |
| Gold     | –                  | Sieg                                                             |
| Silber   | –                  | 2. Platz                                                         |
| Bronze   | –                  | 3. Platz                                                         |
| Grün     | –                  | Platzierung in den Punkten                                       |
| Blau     | –                  | Klassifiziert außerhalb der Punkteränge                          |
| Violett  | DNF                | Rennen nicht beendet (did not finish)                            |
| Violett  | NC                 | nicht klassifiziert (not classified)                             |
| Rot      | DNQ                | nicht qualifiziert (did not qualify)                             |
| Rot      | DNPQ               | in Vorqualifikation gescheitert (did not pre-qualify)            |
| Schwarz  | DSQ                | disqualifiziert (disqualified)                                   |
| Weiß     | DNS                | nicht am Start (did not start)                                   |
| Weiß     | WD                 | zurückgezogen (withdrawn)                                        |
| Hellblau | PO                 | nur am Training teilgenommen (practiced only)                    |
| Hellblau | TD                 | Freitags-Testfahrer (test driver)                                |
| ohne     | DNP                | nicht am Training teilgenommen (did not practice)                |
| ohne     | INJ                | verletzt oder krank (injured)                                    |
| ohne     | EX                 | ausgeschlossen (excluded)                                        |
| ohne     | DNA                | nicht erschienen (did not arrive)                                |
| ohne     | C                  | Rennen abgesagt (cancelled)                                      |
| ohne     | keine WM-Teilnahme |                                                                  |
| sonstige | P/fett             | Pole-Position                                                    |
| sonstige | 1/2/3/4/5/6/7/8    | Punktplatzierung im Sprint-/Qualifikationsrennen                 |
| sonstige | SR/kursiv          | Schnellste Rennrunde                                             |
| sonstige | *                  | nicht im Ziel, aufgrund der zurückgelegten Distanz aber gewertet |
| sonstige | ()                 | Streichresultate                                                 |
| sonstige | unterstrichen      | Führender in der Gesamtwertung                                   |